# Jakub Skarbek z Góry
Jakub Skarbek z Góry (także Jakub Skarbek z Gór) herbu Abdank (zm. 1438 r.) – rycerz, dyplomata oraz uczestnik bitwy pod Grunwaldem.

## Historia
Wywodził się ze starego polskiego rodu szlacheckiego Skarbków. Początkowo był w służbie króla Zygmunta Luksemburskiego, a od 1410 r. u króla Władysława II Jagiełły. Zgodnie z relacjami historycznymi Skarbek na czele własnej chorągwi wziął udział w bitwie pod Grunwaldem gdzie był jednym z dziewięciu przedchorągiewnych, strzegących wielkiej chorągwi Królestwa Polskiego. Odznaczył się w walce męstwem atakując księcia szczecińskiego Kazimierza V i biorąc go do niewoli. 
W 1414 wraz z Grzegorzem Ormianinem był posłem Władysława Jagiełły do Turcji. Obaj posłowie zostali przyjęci przez sułtana Mehmeda I w Bursie, ówczesnej stolicy Imperium Osmańskiego, co oznaczało nawiązanie stosunków dyplomatycznych Polski z Turcją. Byli oni też pierwszymi dyplomatami z Europy na dworze sułtańskim.
W okresie niepełnoletności króla Władysława Warneńczyka znalazł się w grupie możnowładców sprawujących rządy w królestwie.
Wiosną 1438 r. wziął udział w walkach z najeżdżającym Podole i Ruś chanem Złotej Ordy Sajidem-Ahmadem I. Zginął tam podczas bitwy na Krasnym Polu.

## Upamiętnienie
- Przedstawiony został na obrazie Jana Matejki pod tytułem Bitwa pod Grunwaldem.
- W swojej powieści "Krzyżacy" umieścił go także Henryk Sienkiewicz jako Skarbka z Gór.[5]